# ヴィアロケア

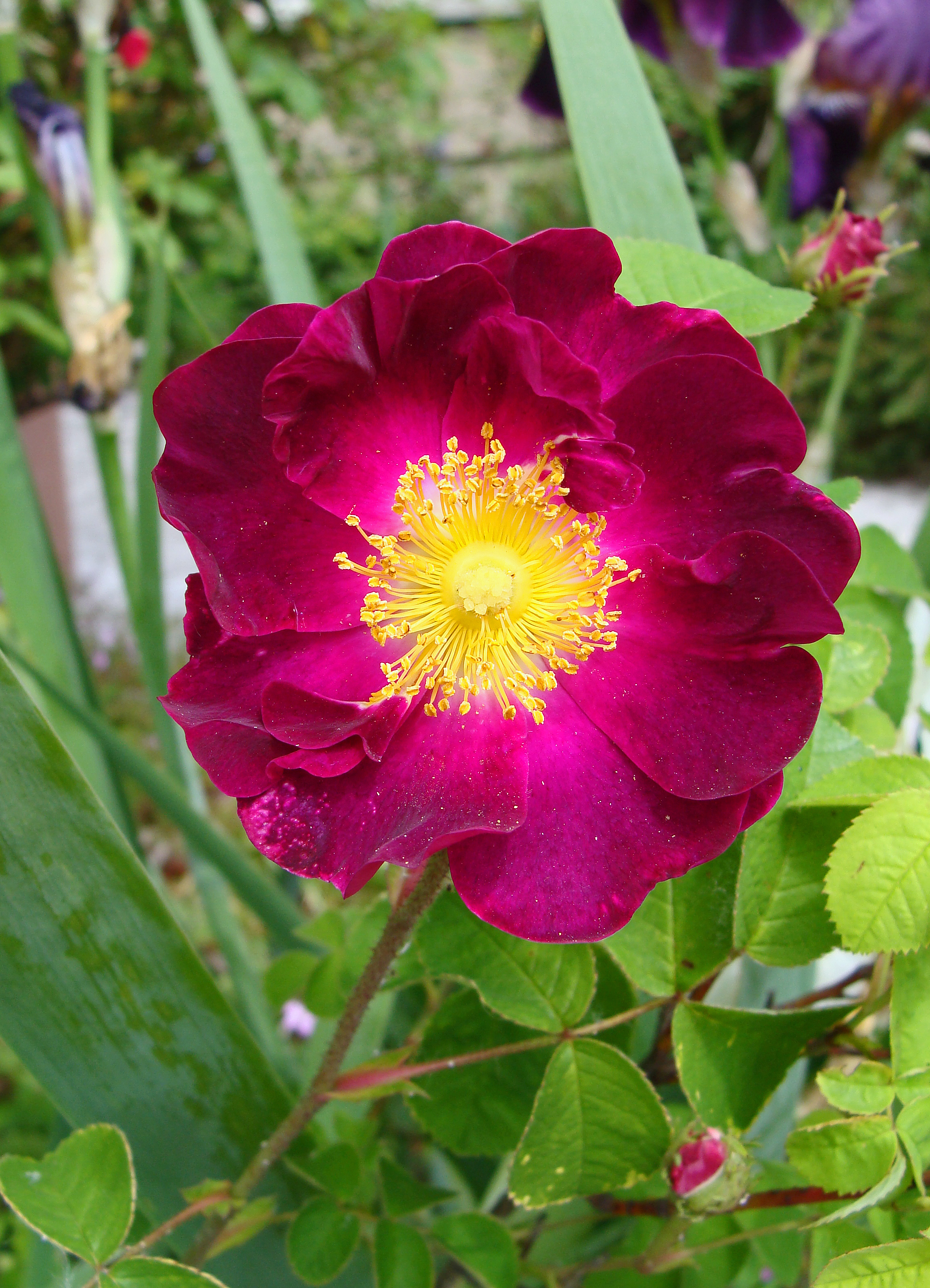
ヴィアロケア

ヴィアロケアは、バラの園芸品種の1つ。1795年に作出された、オールドローズの古い品種である。ビオラケア、ビオラセアと表記する場合もある。
作出に関して正確なことはわかっていない。おそらく、オランダの育種業者か個人によって作出されたと推定されている。交配種についてもわかっていない。オールドローズのガリカ系に分類されている。初夏に咲く一季咲き・直立性のバラで、枝はよく分かれる。樹高が1.5-1.8mになり、ガリカ系としては高い。花は、まっすぐ伸びた枝先に咲く。一重咲きまたは平咲きの、紅色がかった紫色の花を咲かせる。花径は7cmの中輪になる。ベルベット状の紫がかった紅色の花と花芯の黄色の対比が鮮やかである。香りはあるが、ガリカ系のバラとしては弱い。棘は少な目。ただし、シュートには赤味を帯びた棘がつく。葉は濃い緑色で花との色合いの対比が美しい。耐病性に優れ、強健である。